# Eunice Chibanda
Eunice Chibanda (26 de março de 1996) é uma futebolista zimbabuense que atua como defensora. 

## Carreira
Eunice Chibanda fez parte do elenco da Seleção Zimbabuana de Futebol Feminino, nas Olimpíadas de 2016. 